# 黎筱娉
黎筱娉（英語：Terry Lai Siu-ping，1948年—），人稱「黎姑娘」，是前香港角川洲立集團有限公司主席、現寰亞洲立集團董事，是香港第一位從事電影發行工作的女性。她致力發展功夫片到海外市場，並積極推廣反擊盜版行動及確立電影分級制度，於2011年獲第30屆香港電影金像獎頒發終身成就獎。2012年，她接受亞洲電視節目《ATV2012感動香港人物推選》的訪問。

## 外部連結
- 黎筱娉 唔輸得(文匯報)（页面存档备份，存于）
- 黎筱娉得人心得天下 (明報周刊)[永久]